# 瓦尼亚·马林科维奇
瓦尼亚·马林科维奇（1997年1月9日—），塞尔维亚男子篮球运动员，2014年欧洲U18男子篮球锦标赛银牌得主、2023年国际篮联篮球世界杯银牌得主、2024年夏季奥林匹克运动会男子铜牌得主。